# Sextans
Sextans o el Sextante es una constelación menor ecuatorial que fue introducida en el siglo XVII por Johannes Hevelius. La introdujo en recuerdo al instrumento que perdió en un incendio, un sextante. Está situada entre Leo e Hydra y no es una constelación particularmente brillante. No hay mitología asociada a esta constelación.

## Características destacables

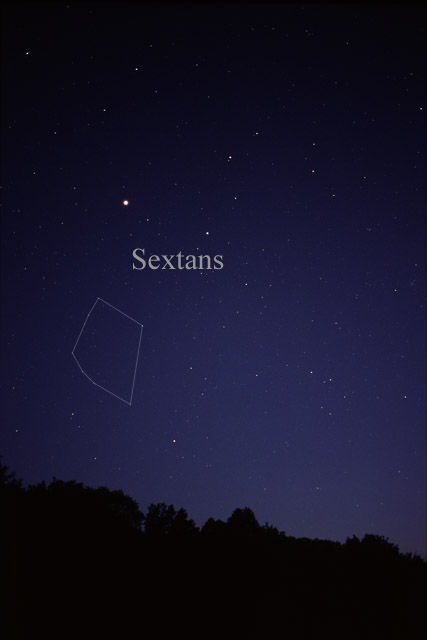
Constelación de Sextans

Sextans ocupa una región del cielo relativamente oscura, con solo una estrella por encima de la quinta magnitud, α Sextantis, una gigante blanca de tipo espectral A0III con una luminosidad equivalente a la de 90 soles.
Le sigue en brillo γ Sextantis, estrella binaria cuyas componentes son dos estrellas blancas de la secuencia principal de tipo A1V y A3V bastante parecidas. El período orbital de este sistema es de más de 77 años.
β Sextantis y δ Sextantis son estrellas blanco-azuladas. La primera tiene tipo espectral B5IV/V y una temperatura efectiva de 14 570 K, mientras que la segunda, todavía en la secuencia principal, tiene tipo B9V y una temperatura de 10 900 K.
Entre las variables de la constelación se encuentra Y Sextantis, una binaria de contacto de tipo espectral F5-F6. En este tipo de binarias cercanas las dos estrellas están tan próximas que comparten sus capas exteriores de gas, aunque en el caso de Y Sextantis el contacto es solo marginal. Su brillo fluctúa entre magnitud aparente +9,83 y +10,21 a lo largo de su período orbital de 0,4198 días (10,075 horas).
De distinta índole es RW Sextantis, una variable cataclísmica relativamente brillante con un período orbital aún más corto, 0,26937 días.
En Sextans hay varias estrellas con planetas extrasolares. 24 Sextantis es una subgigante naranja de tipo K1IV a cuyo alrededor orbitan dos exoplanetas a una distancia de 1,33 y 2,08 ua de la estrella.
Bibha, nombre oficial de HD 86081, es un análogo solar con un planeta al menos 1,48 veces más masivo que Júpiter.
Otra estrella con un sistema planetario es BD-08 2823, enana naranja de tipo K3V; el planeta más interno tiene al menos 14,4 veces la masa de la Tierra.
Gliese 393 es una enana roja alrededor de la cual orbita un planeta —de tipo «supertierra»— cuya masa es un 70 % mayor que la masa terrestre.
La estrella de Sextans más cercana al sistema solar, a 14,8 años luz, es LHS 292. Es una enana roja muy tenue, de tipo espectral M6.5V, que puede ser una binaria espectroscópica.

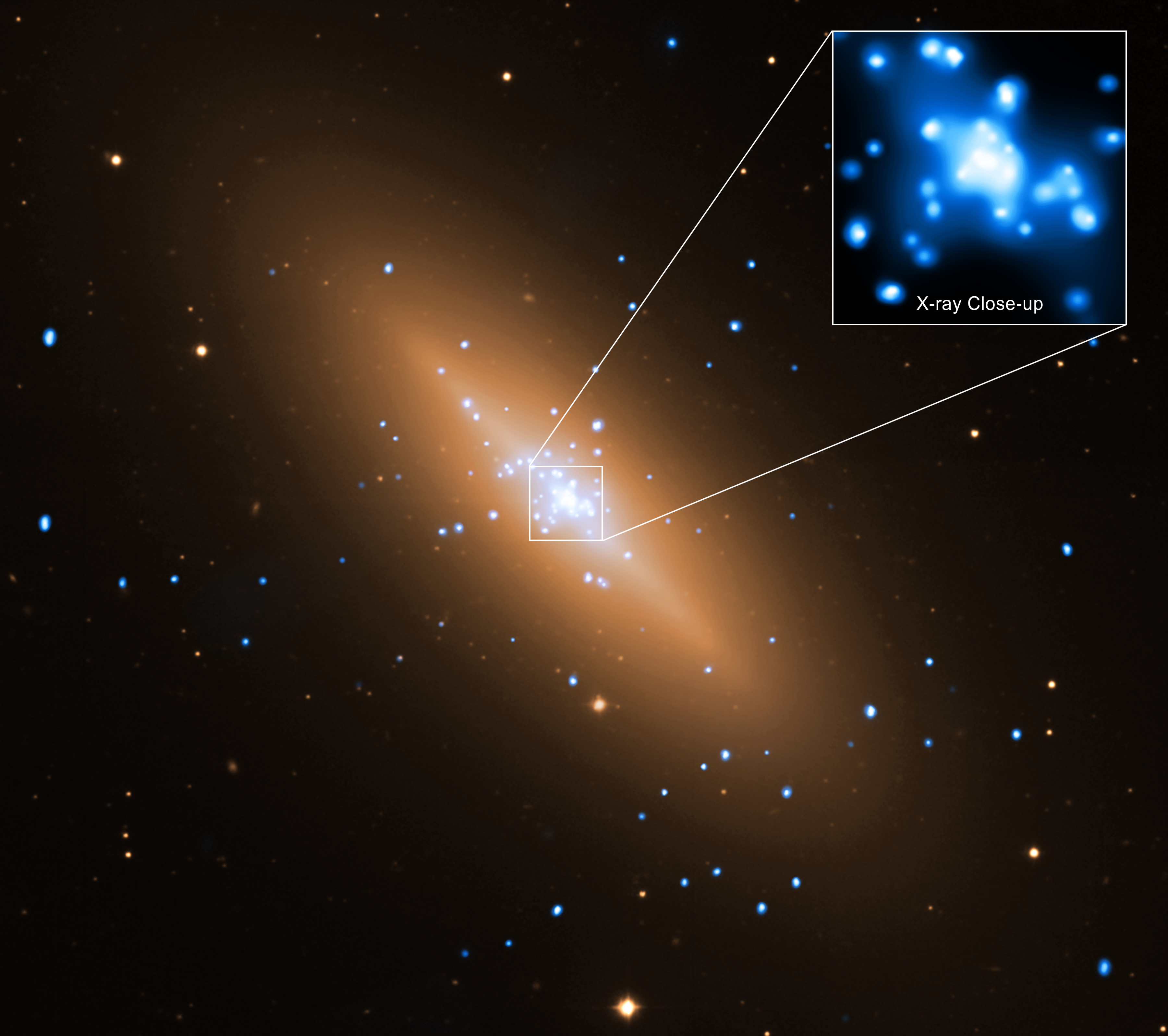
Imagen compuesta con datos de Chandra y del sistema VLT

Entre los objetos de cielo profundo destaca NGC 3115, también llamada galaxia de Spindle, galaxia lenticular en donde se ha podido obtener una imagen del flujo de gas caliente que cae hacia el agujero negro supermasivo del centro galáctico.
Asimismo en esta constelación se localizan varias galaxias enanas, como la enana de Sextans, una galaxia enana esferoidal satélite de la Vía Láctea que se encuentra a unos 90 kilopársecs. Otras dos galaxias más alejadas, en los límites del Grupo Local, son las llamadas Sextans A y Sextans B. No se sabe con certeza si pertenecen al mismo o, por el contrario, si están justo más allá de él, pero ambas galaxias están vinculadas gravitacionalmente entre sí. En Sextans B se han identificado cinco nebulosas planetarias, siendo una de las galaxias enanas irregulares más pequeñas en donde se han encontrado este tipo de objetos.
En 2015 se ha encontrado evidencia de estrellas de población III en la galaxia Cosmos Redshift 7 —una de las galaxias más antiguas observadas con corrimiento al rojo z = 6,6— ubicada en Sextans. Estas son estrellas que deben haber existido en el universo temprano, responsables del comienzo de la producción de los elementos químicos más pesados que hidrógeno y helio.

### Sistemas con estrellas múltiples
Sextans contiene algunos sistemas con estrellas múltiples notables dentro de sus límites. 35 Sextantis es un sistema estelar triple que consta de dos estrellas gigantes evolucionadas de tipo K de igual masa, y ambas estrellas son el doble de masivas que el Sol. La estrella secundaria es en sí misma un sistema binario espectroscópico de una sola línea que consta de una compañera de una masa solar de 0,58  y ella misma. El sistema se encuentra aproximadamente a 700 años luz de distancia. El par exterior tiene una separación de 6,8" y ambas estrellas tardan aproximadamente 23.000 años en orbitar entre sí, mientras que el subsistema B tarda 1.528 días en orbitar entre sí en una órbita relativamente excéntrica.

## Estrellas principales
- α Sextantis, estrella gigante blanca, la más brillante de la constelación con magnitud aparente 4,48.
- β Sextantis, estrella variable Alfa2 Canum Venaticorum cuyo brillo oscila entre magnitud 5,00 y 5,10.
- γ Sextantis, estrella binaria compuesta por dos estrellas blancas de la secuencia principal.
- δ Sextantis, estrella blanco-azulada de magnitud 5,18.
- ε Sextantis, gigante amarilla de magnitud 5,25.

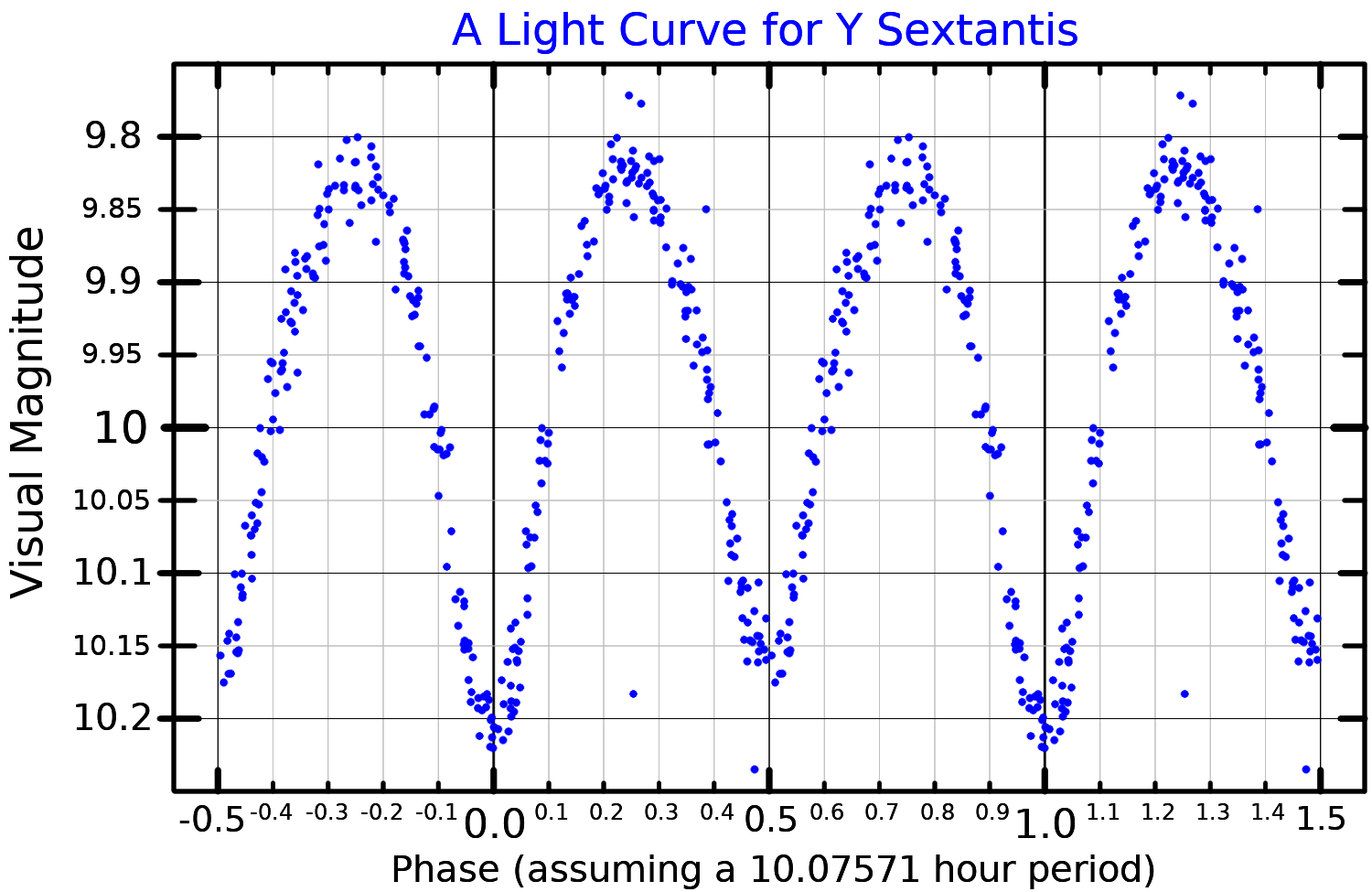
Curva de luz en el espectro visible de Y Sextantis, a partir de datos de All Sky Automated Survey

- 4 Sextantis, binaria espectroscópica de magnitud 6,24.
- 17 Sextantis, estrella con envoltura cuya edad se estima en solo 300 000 años.
- 20 Sextantis, enana amarilla de magnitud 7,22.
- 24 Sextantis, subgigante anaranjada de magnitud 6,44 en donde se han descubierto dos planetas extrasolares.
- 33 Sextantis, subgigante amarilla; tiene magnitud 6,26.
- Y Sextantis, binaria eclipsante de tipo W Ursae Majoris.
- SS Sextantis (25 Sextantis), variable Alfa2 Canum Venaticorum de magnitud 5,93 que muestra una pequeña variación en su brillo de 0,04 magnitudes.
- LHS 292, enana roja y estrella fulgurante en las cercanías del sistema solar.
- Gliese 382, Gliese 390 y Gliese 393, enanas rojas de magnitud 9,26, 10,14 y 9,63 respectivamente; alrededor de esta última se ha descubierto un planeta extrasolar.
- BD-08 2823, enana naranja que alberga un sistema planetario.
- WD 0942+021, tenue enana blanca situada a unos 80 años luz de distancia.

## Objetos notables de cielo profundo

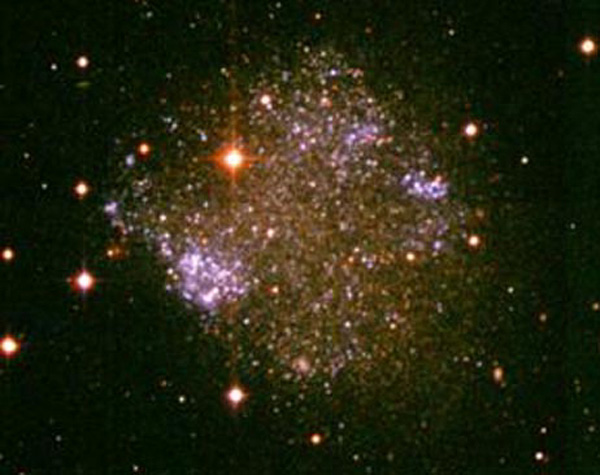
Galaxia enana Sextans A

- Galaxia elíptica NGC 3115 o Galaxia de Spindle, de magnitud 9, que se ve aplanada con la forma de una lente.
- Galaxia Enana de Sextans (PGC 29653), de magnitud 12, galaxia satélite de la Vía Láctea que forma parte del Grupo Local.
- Sextans A, distante galaxia enana en los límites del Grupo Local.
- Sextans B, también una galaxia enana irregular, cercana a Sextans A. Se encuentra a 4,30 millones de años luz de la Tierra.